# シャーリーハイツ
シャーリーハイツ（Shirley Heights、1975年 - 1997年3月）は、イギリスで生産、調教された競走馬である。1978年のダービーステークス、アイリッシュダービーで優勝した。

## 戦績
2歳時には6戦2勝。ロイヤルロッジステークス（GII）に勝利している。
翌年はクラシックトライアルステークス（GIII）2着のあと、ヒートホーンステークスでイルドブルボンを抑え優勝。さらにダンテステークス（GIII）に勝ち、ダービーでは父ミルリーフとの父子2代制覇を成し遂げた。続くアイリッシュダービーにも優勝。その後脚を痛め引退した。

## 種牡馬
引退後はイギリスで種牡馬となった。父子3代ダービー制覇のスリップアンカーやダルシャーンなど自身と同じくクラシックディスタンス（2400メートル前後）の距離を得意とする産駒が多い。また、ダルシャーンの成功によりミルリーフ系のなかでもそのサイアーラインは一定の勢力となっており、血筋は広がりを見せている。
日本では直仔の活躍馬はロゼカラーくらいだが、ミルリーフ系人気の影響を受け、シェイディハイツをはじめ何頭かが種牡馬として輸入されている。ただし、どの馬も活躍馬を出せていない。ダルシャーン産駒のコタシャーン、ハイエステイト産駒のハイライズなど孫世代の馬も種牡馬として輸入されたが失敗に終わった。
1997年3月に腎不全のため死亡。

### おもな産駒
- スリップアンカー（英ダービー）
- ダルシャーン（仏ダービー）
- シェイディハイツ（インターナショナルステークス）
- アーカディアンハイツ（ゴールドカップ）
- インファミー（カナディアンインターナショナルステークス）
- ハイホーク（ローマ賞）
- ヴァリーオブゴールド（イタリアオークス）
- ハイエステイト（種牡馬）
- スカラマンガ（種牡馬）
- ロゼカラー（デイリー杯3歳ステークス）

## 血統表
| シャーリーハイツの血統（ミルリーフ系 / Pharos(Fairway)5×5=6.25%） | シャーリーハイツの血統（ミルリーフ系 / Pharos(Fairway)5×5=6.25%） | シャーリーハイツの血統（ミルリーフ系 / Pharos(Fairway)5×5=6.25%） | （血統表の出典）      | （血統表の出典） |
| 父 Mill Reef 1968 鹿毛                                            | 父の父Never Bend 1960 鹿毛                                        | Nasrullah                                                         | Nearco                | Nearco           |
| 父 Mill Reef 1968 鹿毛                                            | 父の父Never Bend 1960 鹿毛                                        | Nasrullah                                                         | Mumtaz Begum          |                  |
| 父 Mill Reef 1968 鹿毛                                            | 父の父Never Bend 1960 鹿毛                                        | Lalun                                                             | Djeddah               | Djeddah          |
| 父 Mill Reef 1968 鹿毛                                            | 父の父Never Bend 1960 鹿毛                                        | Lalun                                                             | Be Faithful           |                  |
| 父 Mill Reef 1968 鹿毛                                            | 父の母Milan Mill 1962 鹿毛                                        | Princequillo                                                      | Prince Rose           | Prince Rose      |
| 父 Mill Reef 1968 鹿毛                                            | 父の母Milan Mill 1962 鹿毛                                        | Princequillo                                                      | Cosquilla             |                  |
| 父 Mill Reef 1968 鹿毛                                            | 父の母Milan Mill 1962 鹿毛                                        | Virginia Water                                                    | Count Fleet           | Count Fleet      |
| 父 Mill Reef 1968 鹿毛                                            | 父の母Milan Mill 1962 鹿毛                                        | Virginia Water                                                    | Red Ray               |                  |
| 母 Hardiemma 1969 栗毛                                            | 母の父*ハーディカヌート Hardicanute 1962 黒鹿毛                   | *ハードリドン                                                     | Hard Sauce            | Hard Sauce       |
| 母 Hardiemma 1969 栗毛                                            | 母の父*ハーディカヌート Hardicanute 1962 黒鹿毛                   | *ハードリドン                                                     | Toute Belle           |                  |
| 母 Hardiemma 1969 栗毛                                            | 母の父*ハーディカヌート Hardicanute 1962 黒鹿毛                   | Harvest Maid                                                      | Umidwar               | Umidwar          |
| 母 Hardiemma 1969 栗毛                                            | 母の父*ハーディカヌート Hardicanute 1962 黒鹿毛                   | Harvest Maid                                                      | Hay Fell              |                  |
| 母 Hardiemma 1969 栗毛                                            | 母の母Grand Cross 1952 黒鹿毛                                     | Grandmaster                                                       | Atout Maitre          | Atout Maitre     |
| 母 Hardiemma 1969 栗毛                                            | 母の母Grand Cross 1952 黒鹿毛                                     | Grandmaster                                                       | Honorarium            |                  |
| 母 Hardiemma 1969 栗毛                                            | 母の母Grand Cross 1952 黒鹿毛                                     | Blue Cross                                                        | Blue Peter            | Blue Peter       |
| 母 Hardiemma 1969 栗毛                                            | 母の母Grand Cross 1952 黒鹿毛                                     | Blue Cross                                                        | King's Cross F-No.1-l |                  |